# Трюмний насос

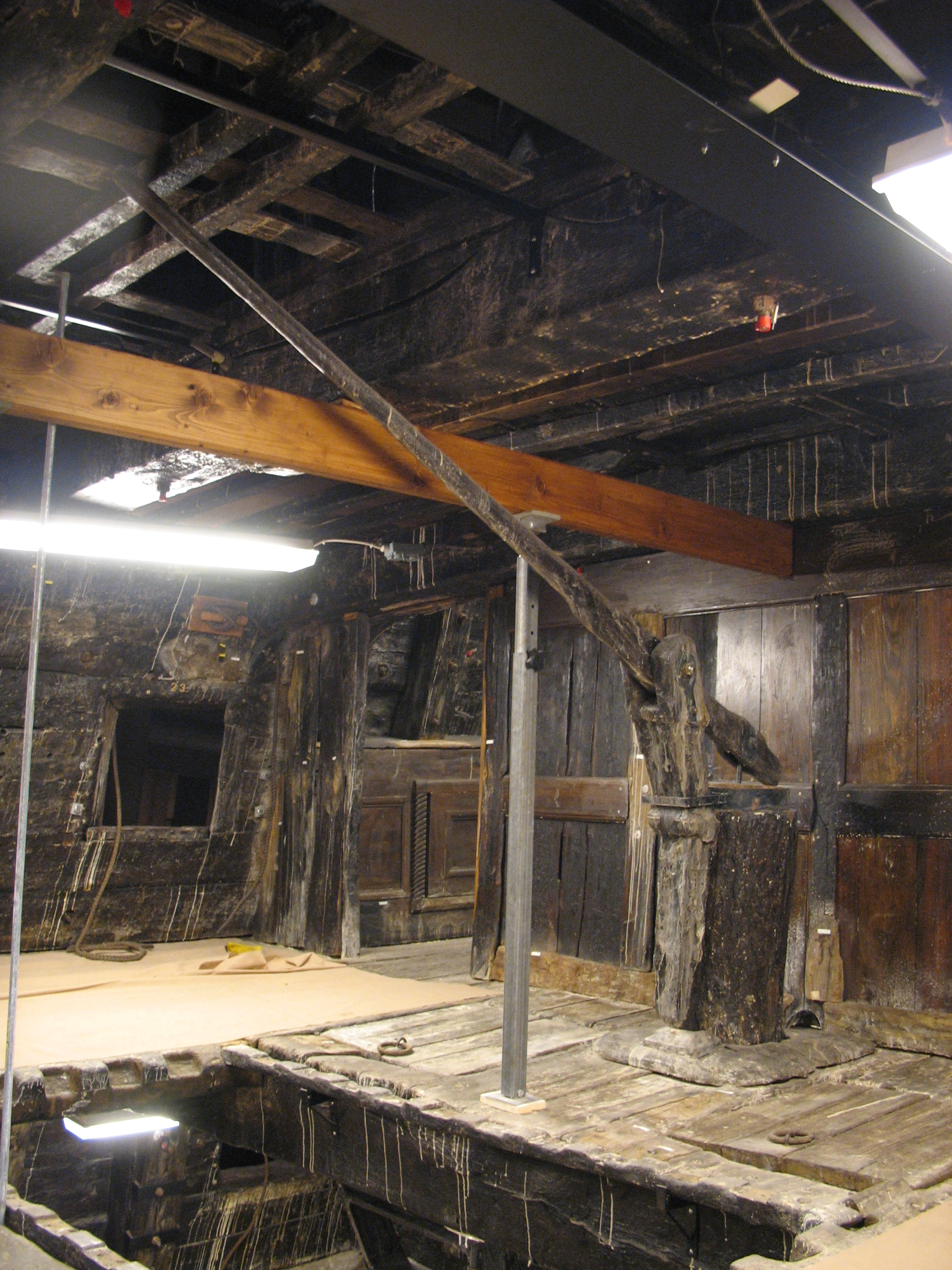
Трюмний насос шведського військового корабля 17 століття Ваза, вигляд з верхньої гарматної палуби.

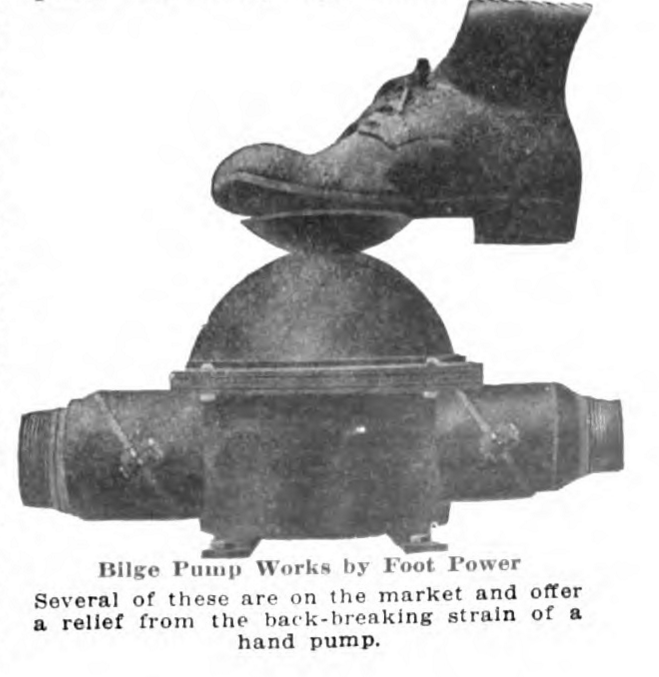

Трюмний насос, трюмна помпа — насос для відпомповування води, яка назбиралась у трюмних приміщеннях суден (бурових платформ).
Двобічний насос, трюмний насос — водяний насос на човні або кораблі для видалення води з трюму. Спочатку це були ручні поршневі або гвинтові насоси, наприклад, гвинт Архімеда. Сьогодні більшість з них — електричні відцентрові насоси, обладнані плаваючими вимикачами, які включаються, коли рівень трюмної води досягає порогу активації. Оскільки паливо часто присутнє в трюмній воді, електродвигуни трюмних насосів розроблені іскробезпечними. У малих човнах альтернативою є черпак або самозаводний насос[уточнити].
Оскільки трюмні насоси можуть зазнати невдачі, часто рекомендується використовувати резервний насос. Первинний насос, як правило, розташований у найнижчій точці трюму (у ллялах), тоді як вторинний насос буде розташовуватися трохи вище. Це гарантує, що вторинний насос активується лише в тому випадку, якщо первинний насос перевантажений або не працює, а другий насос залишається вільним від сміття в трюмі, яке засмічує основний насос.
Античні трюмні силові насоси мали ряд поширених цілей. Залежно від того, де розташований насос у корпусі корабля, його можна було використовувати для подачі води у бак з живою рибою для збереження риби, доки корабель не прибуде в порт. Ще одним використанням силового насоса було боротьба з пожежами.

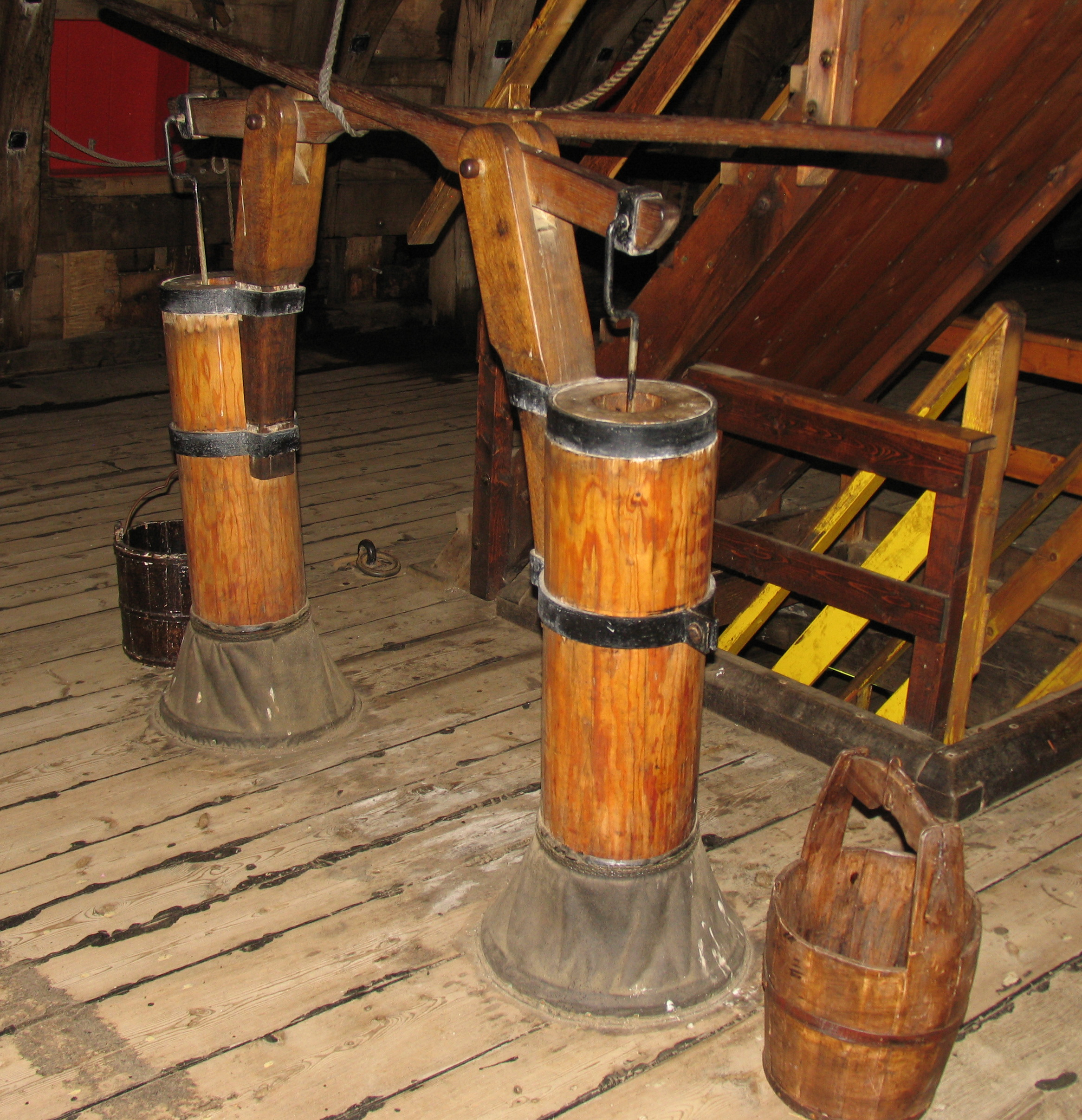
Трюмний насос реконструкції галеона «Батавія»